# Lyon (Missisipi)
Lyon – miasto w Stanach Zjednoczonych, w stanie Missisipi, w hrabstwie Coahoma.